# Родін Микола Олексійович
Микола Олексійович Родін (* 11 листопада 1919, с. Жарки Калінінської області) — київський графік, заслужений художник України (1973).
Закінчив Ярославське художнє училище в 1939 році та Київський художній інститут в 1952 році. Навчався у Василя Касіяна, Олександра Пащенка, І. Пліщинського, Антона Середи.
Працював у галузі станкової графіки. Твори перебувають у Національному музеї України, Третьяковській галереї, у приватних колекціях Америки, Англії, Франції, Німеччині. Учасник республіканських (з 1952), всесоюзних (з 1951), зарубіжних (з 1957) виставок.

## Основні роботи
Серії рисунків і офортів:
- «Седнів. Липа Т. Г. Шевченка» (1961),
- «На березі Дніпра» (1961),
- «Трипільська трагедія» (1961),
- «Шляхами війни» (1964—1980),
- «Ми — радянські люди» (1968—1981).